# عين الزرقا (صور)
عين الزرقا هي إحدى المزارع اللبنانية من قرى قضاء صور في محافظة الجنوب. وتقع بالقرب من بلدة (المنصوري).